# Kuwait en los Juegos Paralímpicos de Tokio 2020
Kuwait estuvo representado en los Juegos Paralímpicos de Tokio 2020 por tres deportistas, dos hombres y una mujer.

## Medallistas
El equipo paralímpico kuwaití obtuvo las siguientes medallas:
| Nombre           | Deporte   | Evento              |
| ---------------- | --------- | ------------------- |
| Oro              |           |                     |
| —                |           |                     |
| Plata            |           |                     |
| Ahmad Al-Mutairi | Atletismo | 100 m T33 masculino |
| Bronce           |           |                     |
| Faisal Sorur     | Atletismo | Peso F63 masculino  |